# Panos Kamenos
Panajotis (Panos) Kamenos, gr. Πάνος Καμμένος (ur. 12 maja 1965 w Atenach) – grecki polityk i ekonomista, długoletni parlamentarzysta, założyciel i lider partii Niezależni Grecy, od stycznia do sierpnia 2015 i ponownie od września 2015 do stycznia 2019 minister obrony.

## Życiorys
Ukończył ekonomię i zarządzanie na Uniwersytecie w Lyonie. W wieku kilkunastu lat zaangażował się w działalność organizacji młodzieżowej Nowej Demokracji (ONNED). Pełnił kierownicze funkcje w jej regionalnych strukturach. W 1993 po raz pierwszy został wybrany do Parlamentu Hellenów z listy ND. Reelekcję uzyskiwał w kolejnych wyborach w 1996, 2000, 2004, 2007 i 2009.
W 2007 objął stanowisko wiceministra gospodarki morskiej. W 2012 został wykluczony z klubu poselskiego Nowej Demokracji za głosowanie przeciwko koalicyjnemu rządowi Lukasa Papadimosa. Założył wówczas nowe ugrupowanie pod nazwą Niezależni Grecy. W wyborach z maja 2012 i z czerwca 2012 ponownie uzyskiwał mandat poselski, utrzymał go również w wyborach ze stycznia oraz z września 2015. W rządzie Aleksisa Tsiprasa w styczniu 2015 objął urząd ministra obrony. Pełnił tę funkcję do sierpnia tegoż roku, gdy rząd podał się do dymisji. We wrześniu 2015 powrócił na ten urząd w kolejnym gabinecie Aleksisa Tsiprasa. W styczniu 2019 odszedł z rządu, powodem rezygnacji był spór w ramach koalicji dotyczący kwestii rozwiązania konfliktu grecko-macedońskiego.